# Wasserburger Landstraße
Die Wasserburger Landstraße ist eine Innerorts- und Ein- und Ausfallstraße im Stadtbezirk Trudering-Riem (Nr. 15) von München.

## Verlauf
Die Straße beginnt in Fortsetzung der Kreillerstraße, die selbst die Berg-am-Laim-Straße ab der Baumkirchner Straße in östlicher Richtung fortsetzt, an der Bajuwarenstraße in Straßtrudering. Sie verläuft in östlicher bis südöstlicher Richtung durch Neutrudering und Waldtrudering in einigem Abstand südlich der Bahnstrecke München–Rosenheim (mit den Bahnhöfen München-Trudering und Gronsdorf, die von den S-Bahn-Linien 4 und 6 bedient werden).Östlich der Kameruner Straße tritt sie auf das Gebiet der Gemeinde Haar über, in der sie sich als Münchner Straße fortsetzt.

## Öffentlicher Verkehr
Auf der Straße besteht Omnibusverkehr der Linien des Münchner Verkehrs- und Tarifverbunds. Die S-Bahn verläuft nördlich auf der Bahnstrecke. Die U-Bahn verlässt den Straßenzug schon in der Kreillerstraße und schwenkt zum U-Bahnhof Trudering.

## Namensgeber
Die Straße ist nach der Stadt Wasserburg am Inn benannt, zu der ihre Verlängerung führt.

## Charakteristik
Die mit getrennten Richtungsfahrbahnen ausgebaute Straße ist ein Teilstück der Bundesstraße 304, die weiter über Wasserburg am Inn in Richtung Salzburg führt. Entlang der Wasserburger Landstraße als Hauptverkehrsachse hat sich eine beachtliche Zahl an Autohändlern, Tankstellen und Fast-Food-Restaurants angesiedelt (Artikel Trudering-Riem).

## Öffentliche Einrichtungen
- Kulturzentrum Trudering, Wasserburger Landstraße/Ecke Feldbergstraße, davor die Erzählkugel von Peter Schwenk (2016)

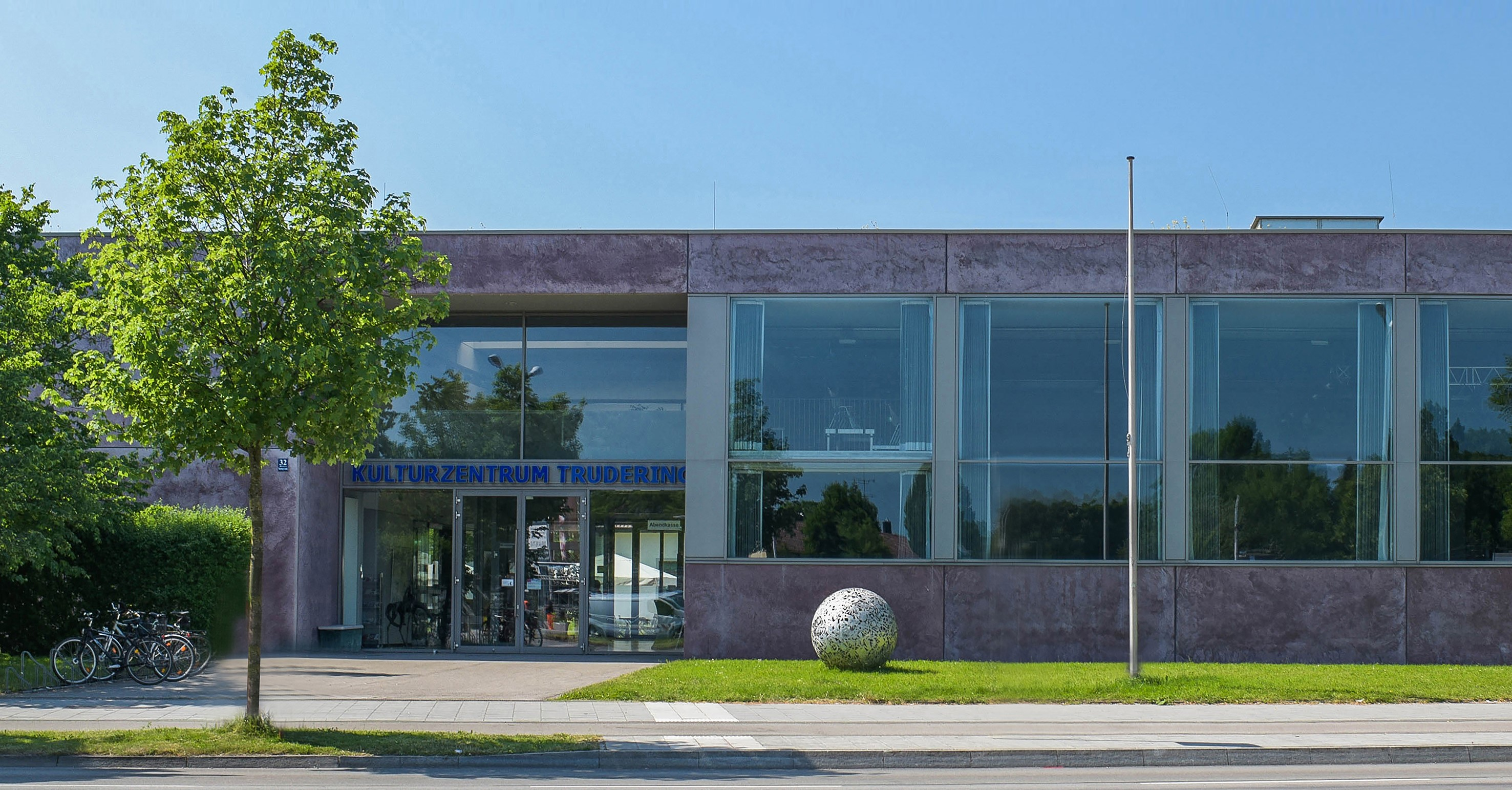

## Gedenkstelle

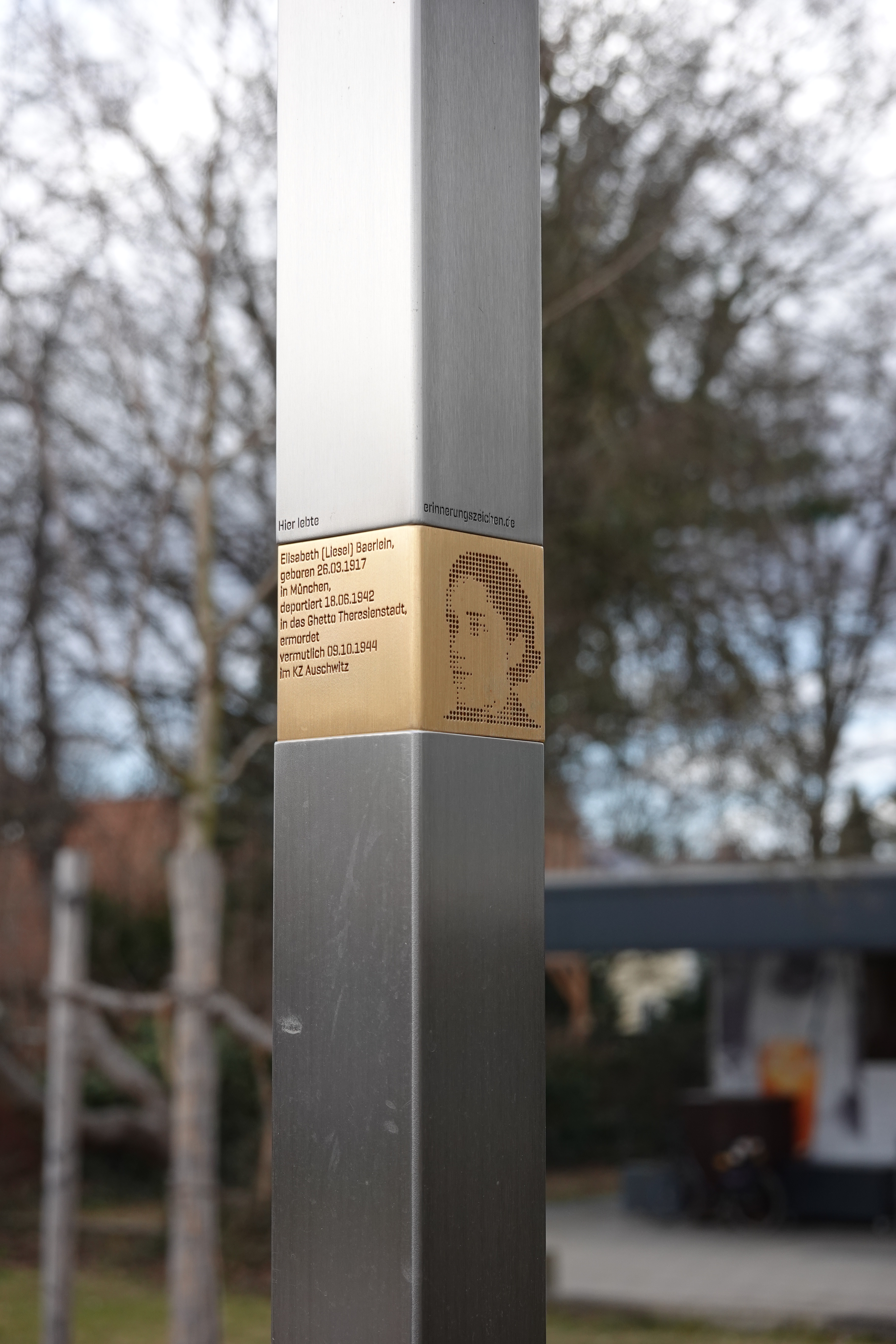
Gedenkstele für Elisabeth Baerlein

- Gedenkstelle für die in Auschwitz ermordete Musikerin Elisabeth Baerlein (1917–1944), Wasserburger Landstraße 209.